# Terminal de Transporte de Buga
El Terminal de Transporte de Pasajeros de Guadalajara de Buga conocida simplemente como Terminal Buga es un terminal de transporte terrestre de pasajeros, carga y encomiendas ubicado en el municipio de Buga, Valle del Cauca. Desde allí operan servicios de autobuses, busetas, camionetas y taxis hacia destinos ubicados en toda la geografía del departamento de Valle y a ciudades del sur, centro y occidente de Colombia.
Es una de las cuatro terminales de transporte en el departamento junto con la de Cali, Tuluá y Buenaventura.

## Destinos

### Nacional
| Antioquia              |                                                                                           |
| Medellín               | Expreso Trejos / Empresa Arauca / Expreso Bolivariano / Expreso Palmira / Flota Magdalena |
| Atlántico              |                                                                                           |
| Barranquilla           | Expreso Brasilia                                                                          |
| Caldas                 |                                                                                           |
| La Dorada              | Empresa Arauca                                                                            |
| Manizales              | Expreso Trejos / Expreso Palmira                                                          |
| Caquetá                |                                                                                           |
| Florencia              | Coomotor                                                                                  |
| Cauca                  |                                                                                           |
| Puerto Tejada          | Trans. Quilichao                                                                          |
| Santander de Quilichao | Trans. Quilichao                                                                          |
| Chocó                  |                                                                                           |
| Quibdó                 | Empresa Arauca                                                                            |
| Cundinamarca           |                                                                                           |
| Bogotá                 | Velotax / Expreso Palmira / Expreso Bolivariano / Flota Magdalena                         |
| Norte de Santander     |                                                                                           |
| Cúcuta                 | Expreso Bolivariano                                                                       |
| Quindío                |                                                                                           |
| Armenia                | Expreso Trejos / Expreso Palmira                                                          |
| Risaralda              |                                                                                           |
| Pereira                | Expreso Palmira                                                                           |
| Tolima                 |                                                                                           |
| Ibagué                 | Flota Magdalena / Velotax                                                                 |

### Departamental
| Destinos por Municipio | Empresa |
| ---------------------- | --- |
| Aeropuerto             | Cooperativa Ciudad Señora |
| Ansermanuevo           | Cooperativa De Occidente |
| Buenaventura           | Cooperativa Ciudad Señora / Expreso Trejos / Coopetrans Tuluá / Líneas del Valle                                                        |
| Bugalagrande           | Cooperativa De Occidente |
| Cali                   | Cooperativa Ciudad Señora / Expreso Trejos / Expreso Pradera / Expreso Palmira / Coodetrans Palmira / Línea de la Fe / Líneas del Valle |
| Cartago                | Coodetrans Palmira / Trans. Unidos Buga / Cooperativa De Occidente                                                                      |
| Costarica (Ginebra)    | Coodetrans Palmira / Trans. Ginebra / Trans. Unidos Buga                                                                                |
| Darién                 | Trans. Calima |
| Ginebra                | Trans. Ginebra |
| Guacarí                | Trans. Unidos Buga / Trans. Ginebra / Trans. Quilichao                                                                                  |
| Mediacanoa (Yotoco)    | Trans. Buga |
| Palmira                | Expreso Pradera / Coodetrans Palmira / Trans. Unidos Buga / Trans. Quilichao                                                            |
| Restrepo               | Trans. Calima |
| San Pedro              | Coopetrans Tuluá |
| Sevilla                | Cooperativa Ciudad Señora |
| Tuluá                  | Expreso Trejos / Coopetrans Tuluá / Coodetrans Palmira / Líneas del Valle                                                               |
| Yotoco                 | Trans. Buga |

## Empresas

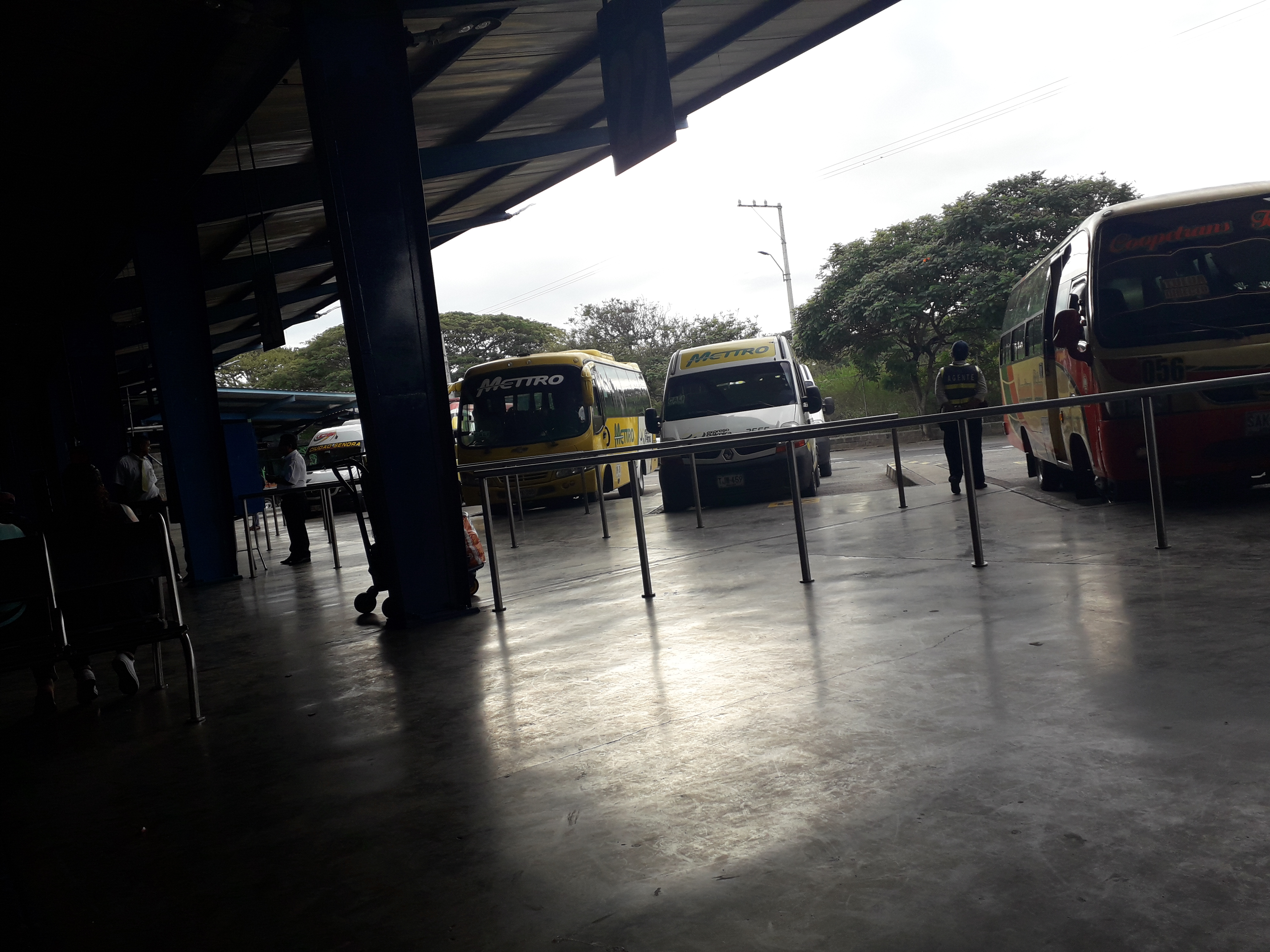
Distintos buses en los puntos de abordaje

- Cooperativa Ciudad Señora
- Expreso Trejos
- Coopetrans Tuluá
- Velotax
- Expreso Pradera
- Empresa Arauca
- Expreso Bolivariano
- Expreso Palmira
- Flota Magdalena
- Coodetrans Palmira
- Trans. Buga
- Trans. Calima
- Trans. Unidos Buga
- Línea de la Fe
- Trans. Ginebra
- Coomotor
- Cooperativa De Occidente
- Expreso Brasilia
- Líneas del Valle
- Trans. Quilichao